# Nikolaj Jegorovič Žukovski
Nikolaj Jegorovič Žukovski [nikoláj jegórovič žukóvski] (rusko Никола́й Его́рович Жуко́вский), ruski matematik in fizik, * 17. januar (5. januar, ruski koledar) 1847, vas Orehovo južno od Vladimirja, Vladimirska gubernija, Ruski imperij, † 17. marec 1921, Moskva.

## Življenje in delo
Njegov oče je bil inženir. V gimnaziji si je želel postati železničarski inženir. Na tedanjem sanktpeterburškem železničarskem inštitutu ni mogel študirati ker mu starša nista mogla plačati študija. Vpisal se je na Fizikalno-matematično fakulteto moskovske univerze. Diplomiral je leta 1868. Po diplomi se je hotel izobraževati v železničarskem inštitutu, vendar se je začel pripravljati na doktorat in začel učiti na ženski gimnaziji in na moskovski višji tehniški šoli. Tu je postavil katedro teoretične mehanike, aerodinamični laboratorij in izobrazil mnogo kasnejših konstrukterjev letal in letalskih motorjev. Med njegovimi učenci so bili Akkerman, Arhangelski, Delaunay in Lejbenzon.
Žukovski se je posebno ukvarjal z aeromehaniko in hidromehaniko. Izdelal je postopke eksperimentalne aerodinamike in leta 1902 organiziral aerodinamični laboratorij v Moskvi, CAGI, v katerem so zgradili aerodinamični tunel, med prvimi na svetu. Leta 1904 je ustanovil prvi aerodinamični inštitut v Kašini južno od Moskve.
Pojasnil je pritisk, ki deluje na letalsko krilo, splošno na telesa, ki se nahajajo v toku plina ali tekočine. Podal je veliko pomembnih del na področju hidromehanike. Leta 1869 je odkril pojav hidravličnega udara, tlačni val, ki nastane, ko tekočina prisilno zastane ali hitro spremeni smer gibanja. Povečanje tlaka {\displaystyle \Delta p} je dano z enačbo Žukovskega:
{\displaystyle \Delta p=\rho c(v_{0}-v_{1})\!\,,}
kjer je {\displaystyle \rho } gostota tekočine, c hitrost udarnega vala (hitrost zvoka) v tekočini in {\displaystyle v_{0},v_{1}} hitrosti v začetnem in končnem preseku.
Njegova dela se deloma nanašajo tudi na astronomijo in matematiko. Raziskoval je Jupitrovo atmosfero in skupaj z Bredihinom odkril diferencialno vrtenje njegove atmosfere.
Prvi je v aerodinamiki in hidromehaniki uporabljal teorijo funkcij kompleksne spremenljivke.

## Priznanja

### Poimenovanja
Po njem se imenujeta Središče za polete Žukovskega blizu Moskve, kjer vzletajo prvi poskusni modeli ruskih letal, ter Vojaška inženirska letalska akademija, katero je leta 1968 samo dva meseca pred svojo tragično letalsko nesrečo z odličjem končal Gagarin. Akademijo so ustanovili leta 1922 na osnovi laboratorija CAGI.
Po njem se imenuje mesto Žukovski pri Moskvi in krater Žukovski (Zhukovskiy) na Luni.